# Purdiaea cubensis
Purdiaea cubensis là một loài thực vật có hoa trong họ Clethraceae. Loài này được (A. Rich.) Urb. miêu tả khoa học đầu tiên năm 1926.